# Rachelle Ann Go
Rachelle Ann Go est une chanteuse, actrice et mannequin philippine.

## Biographie

### Origines
Elle est l'aînée d'une fratrie de quatre enfants. Elle est la fille de Oscar Go et Russell Villalobos.

### Enfance et formation
Rachelle Ann Go est née le 31 août 1986 à Pasig,.
Elle a étudié à l'Université San Beda (en).

### Carrière
À l’âge de 11 ans, elle a fait ses débuts à la télévision dans Eat Bulaga,,.
Rachelle s’est fait connaître en 2004 en participant au concours philippin Search for a Star, où elle a été nommée Ultimate Champion en raison de sa voix remarquable et de son talent à jouer de divers instruments de musique,.
En 2010, elle joue dans la série Diva (en). La même année, elle enregistre une reprise de la chanson In Your Eyes (en) pour le film éponyme (en).
En 2011, elle commence une carrière dans le théâtre. Elle co-produit la même année le concert Rise Against Gravity avec Viva Communications.

## Vie privée
Elle a été en couple avec Christian Bautista (en). Ils se sont séparés en 2007.
En 2023, elle habite à Londres.
Elle est mère de deux enfants : un garçon (Lukas Judah) et d’une fille (Sela Teruah) avec son mari Martin Spies.

## Discographie
La discographie de Rachelle Ann Go (en) comprend cinq albums studio, un album live, dix-neuf singles et six singles promotionnels.